# Liste der Naturdenkmale in Borgentreich
Die Liste der Naturdenkmale in Borgentreich nennt die Naturdenkmale in Borgentreich im Kreis Höxter in Nordrhein-Westfalen.

## Naturdenkmale
| Nummer | Bezeichnung                     | Gemarkung | Flurstück | Lage                                                                                               | Bemerkung | Bild |
| ------ | ------------------------------- | --------- | --------- | -------------------------------------------------------------------------------------------------- | --------- | ---- |
| 20     | 4 Kastanien                     | Borgholz  | 5;874     | Im Gutsgarten an der Grenze zum Gutshof. 51° 37′ 19,9″ N, 9° 15′ 20,2″ O                           |           |      |
| 21     | 1 Linde                         | Borgholz  | 5;874     | Im Gutsgarten. 51° 37′ 20,6″ N, 9° 15′ 20,9″ O                                                     |           |      |
| 22     | 1 Linde                         | Bühne     | 10;665    | In der Südwestecke des Kirchplatzes. 51° 34′ 24,4″ N, 9° 18′ 31,1″ O                               |           |      |
| 23     | 1 Hainbuche                     | Rösebeck  | 3;59      | Im Garten des Pastorats. 51° 31′ 25,6″ N, 9° 14′ 47,5″ O                                           |           |      |
| 53     | 1 Linde (sogenannte Totenlinde) | Borgholz  | 1;7       | 1 km südöstlich von Natingen im Gutshof. 51° 38′ 10,2″ N, 9° 14′ 19,2″ O                           |           |      |
| 54     | 1 Eiche                         | Bühne     | 6;95      | Im Lebersiek, 5 km südöstlich von Borgholz 51° 36′ 14,9″ N, 9° 17′ 49,5″ O                         |           |      |
| 55     | 3 Linden                        | Bühne     | 8;194     | Auf dem Lammert, 2,5 km nördlich von Bühne 51° 35′ 28,4″ N, 9° 19′ 13″ O                           |           |      |
| 56     | Hohenfelder Linden (3 Bäume)    | Bühne     | 15;109    | 2,5 km südlich von Bühne. 51° 33′ 37,4″ N, 9° 17′ 53,1″ O                                          |           |      |
| 57     | 1 Linde                         | Rösebeck  | 2;97      | Zwischen Rösebeck und Körbecke an der L 838 beim Körbischen Kreuz. 51° 31′ 40,2″ N, 9° 15′ 49,8″ O |           |      |
| 58     | 1 Linde                         | Rösebeck  | 2;127     | 250 m östlich von Rösebeck an der L 838 Richtung Körbecke. 51° 31′ 29,2″ N, 9° 15′ 12″ O           |           |      |
| 103    | „Weißer Stein“                  | Borgholz  |           | Sinterquelle nördlich der B 241 zwischen Dalhausen und Borgholz. 51° 37′ 9,5″ N, 9° 16′ 47,3″ O    |           |      |